# أنطونيو إيمري
أنطونيو إيمري أروسينا (26 يوليو 1905 29 مارس 1982) لاعب كرة قدم إسباني سابق لعب كحارس مرمى.

## المسيرة
وُلِد إيمري في هونداريبيا، حيث بدأ مسيرته المهنية مع نادي ريال يونيون، في البداية كجناح، ولكن بعد بضع سنوات، بسبب إصابة حارس المرمى الأساسي، غيّر يونيون مركزه إلى حارس مرمى. لعب دورًا حاسمًا في مساعدة النادي على الفوز بلقبين لكأس ملك إسبانيا في عامي 1924 و1927، وحافظ على نظافة شباكه ضد ريال مدريد في النهائي الأول (1–0) وكرر هذا الإنجاز ضد نادي أريناس جيتشو في النهائي الثاني (1–0).

## الحياة الشخصية
ابنه خوان وشقيقه رومان وحفيده أوناي كانوا لاعبو كرة قدم أيضًا. بالإضافة إلى ذلك، سبقه شقيقاه الأكبر، المدافع فرانسيسكو إيمري ولاعب الوسط رومان إيمري أروسينا، كلاعبين في نادي ريال يونيون.